# سانتا ماریا دل پی

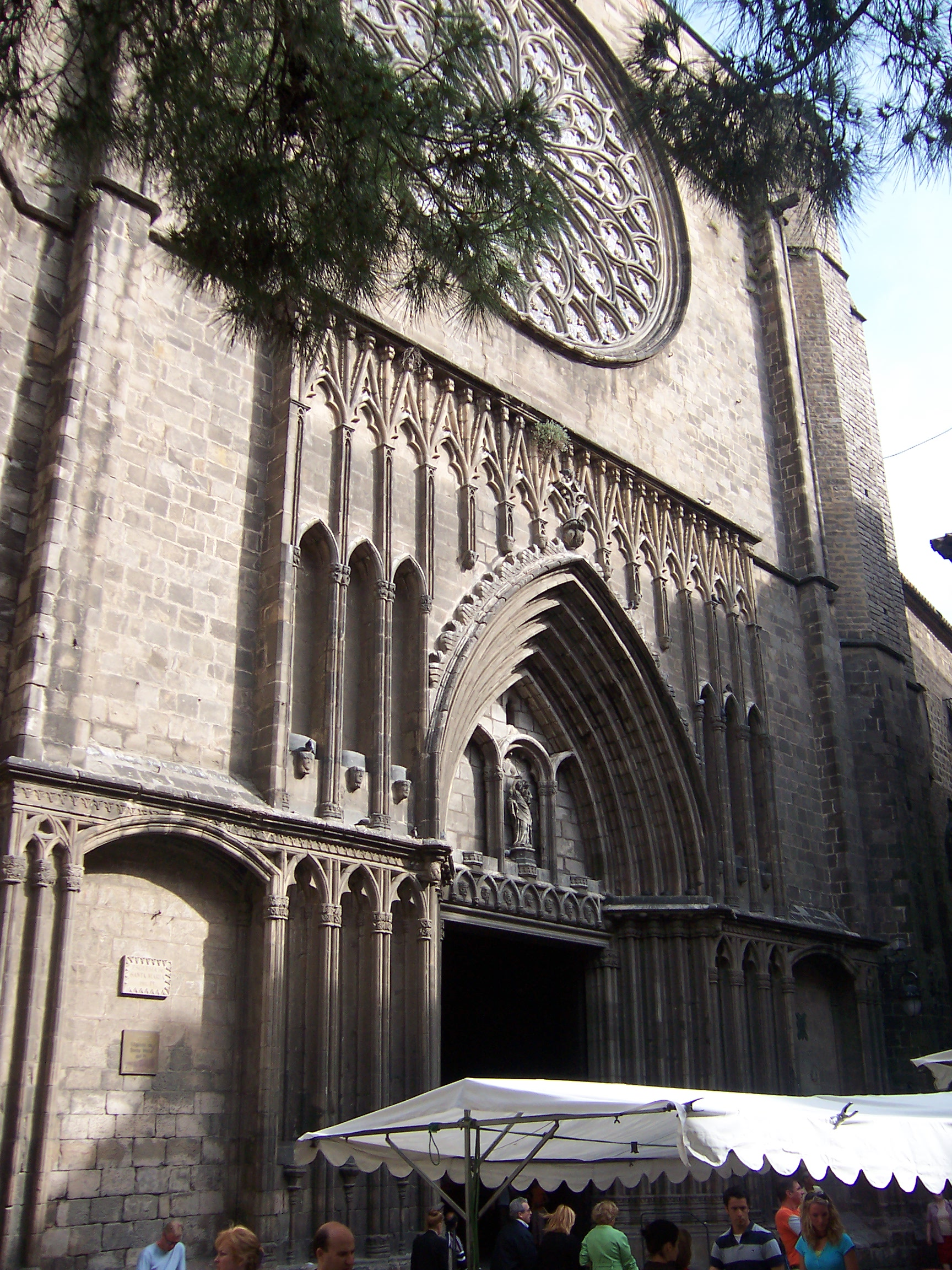
نمای خارجی کلیسا

سانتا ماریا دل پی (به اسپانیایی: Santa María del Pino) کلیسایی متعلق به قرن ۱۴ میلادی، به سبک گوتیک واقع در بارسلون اسپانیا است. این بنا در منطقه بری گوتیک قرار دارد.